# Tia Lee
Tia Lee (chiń. 李毓芬; pinyin Li Yufen; ur. 11 maja 1985 w Luzhou, Nowe Tajpej) – tajwańska aktorka, piosenkarka i modelka. Jest byłą członkinią girlsbandu Dream Girls.

## Biografia
Tia zaczęła pracować jako modelka w wieku 16 lat.
Zadebiutowała jako aktorka w serialu telewizyjnym New Stars In The Night w 2006 roku. W 2011 roku Tia Lee z dwiema artystkami zadebiutowała w grupie Dream Girls. W 2014 roku zagrała w popularnym serialu "Fall in Love with Me" u boku Aarona Yana. Wystąpiła w kilku teledyskach popularnych artystów.

## Dyskografia

### Single
- 2018: We Should Have
- 2016: Not Good Enough

## Filmografia

### Seriale
- JOJO's World (TTV, 2017)
- Future Mr. Right (LETV, 2015)
- Fall in Love with Me (TTV, 2014)
- Tao Lady (JSTV, 2014) jako Tian Xin
- Fabulous Boys (FTV, 2013) odc.1
- Miss Rose (TTV, 2012) jako Zhong Xiao Ke
- Office Girls (TTV / SETTV, 2011) jako Zheng Kai Er
- Hayate the Combat Butler (FTV, 2011) jako Maria
- Summer's Desire (FTV, 2010) jako Ou Xing Ya
- Xin Zuo Ye Xing Chen (2007) jako Qiu Su Yun
- New Stars In The Night (2006)

### Seriale internetowe
- 破網時刻 (2018)
- Lost ? Me too I  (2015)
- 草食男vs肉食女之戀愛營養學 (2009)

### Filmy
- 絕世情歌 (2018)[4].
- The Perfect Girl (2017)
- Please Keep Away (2017)